# Busso Carl Heinrich von Dieskau
Busso (Bußo) Carl Heinrich von Dieskau, zeitgenössisch meist von Dießkau, (* 26. April 1725 in Eilenburg; † 27. April 1791) war ein fürstlich-anhaltischer Hofmarschall und Rittergutsbesitzer. 

## Leben
Er stammte aus dem meißnischen Adelsgeschlecht von Dieskau und war der Sohn von Heinrich von Dieskau. Er hatte noch die zwei jüngeren Brüder Christian Wilhelm und Friedrich August. Beide schlugen die Militärlaufbahn ein. Letzterer starb als Generalmajor in Prag.
Busso Carl Heinrich von Dieskau trat in den Dienst des Herzogs von Sachsen-Köthen und wurde dessen Hofmarschall. Im Kurfürstentum Sachsen besaß er das Rittergut Berg vor Eilenburg, das er 1785 an die Geheimrätin Louise Sabina Christophore von Goerne geb. Freiin von Hohenthal verkaufte.